# Microbuthus satyrus
Espèce
Microbuthus satyrus est une espèce de scorpions de la famille des Buthidae.

## Distribution
Cette espèce se rencontre en Oman et au Yémen.

## Description
Le mâle holotype mesure 17,43 mm et la femelle paratype 21,89 mm.

## Publication originale
- Lowe, Kovařík, Stockmann & Šťáhlavský, 2018 : « Review of Microbuthus with description of M. satyrus sp. n. (Scorpiones, Buthidae) from Oman and Yemen. » Euscorpius, no 263, p. 1-22 (texte intégral).